# 雀部幸隆
雀部 幸隆（ささべ ゆきたか、1936年2月6日 - 2013年12月25日）は、日本の政治学者。名古屋大学名誉教授。大阪市出身。位階は従四位。瑞宝小綬章受章。

## 略歴
1960年名古屋大学法学部卒業。1965年同大学院法学研究科博士課程単位取得満期退学。大学では守本順一郎に師事した。1978年法学博士の学位を名古屋大学から取得。
- 1965年 名古屋大学法学部助手
- 1967年 名古屋大学教養部専任講師
- 1970年 名古屋大学教養部助教授
- 1981年 名古屋大学教養部教授
- 1993年 名古屋大学情報文化学部教授
- 1995年 名古屋大学退職、椙山女学園大学人間関係学部教授。
- 1999年 名古屋大学名誉教授。
- 2006年 椙山女学園大学退職。
- 2013年12月25日 心不全のため死去[1]。

## 著書

### 単著
- 雀部幸隆『レーニンのロシア革命像 ― マルクス、ウェーバーとの思想的交錯において―』未来社、1980年。 NCID BN00637105。全国書誌番号:81002405。
- 雀部幸隆『知と意味の位相 : ウェーバー思想世界への序論』恒星社厚生閣、1993年。ISBN 4769907508。 NCID BN09006657。
- 雀部幸隆『ウェーバーと政治の世界』恒星社厚生閣、1999年。ISBN 4769908954。 NCID BA41087615。
- 雀部幸隆『ウェーバーとワイマール : 政治思想史的考察』48号、ミネルヴァ書房〈Minerva人文・社会科学叢書〉、2001年。ISBN 4623033872。 NCID BA52146909。

### 編著
- 雀部幸隆『公共善の政治学 : ウェーバー政治思想の原理論的再構成』未來社、2007年。ISBN 9784624301057。 NCID BA84155910。